# 虹の滝 (ヒロ)

虹の滝（レインボーフォールズ）の空中写真

虹の滝（にじのたき、英語: Rainbow Falls）は、レインボーフォールズとも呼ばれ、アメリカ合衆国ハワイ州ハワイ島のヒロ市内を流れるワイルク川の中流にかかる滝で、高さはわずかに15メートル。水量は多く、滝は深く削られた滝壺に注ぎ、風が吹くと水しぶきが舞って、太陽光を反射して虹が出る。  この効果を確認できる時間帯としては午前9時から11時あたりまでが推奨されている。